# パリ空港の人々
『パリ空港の人々』（Tombés du ciel）は、1993年制作のフランス映画。パスポートを盗まれたためにシャルル・ド・ゴール国際空港に足止めされた男性と、様々な事情により空港で暮らす人々を描いたドラマ。

## キャスト
- ジャン・ロシュフォール：アルチュロ（Alturo）
- マリサ・パレデス：スサーナ（Susana）
- ティッキー・オルガド：セルジュ（Serge）
- ラウラ・デル・ソル（スペイン語版）：アンジェラ（Angela）
- ソティギ・クヤテ：ナック（Knak）
- イスマイラ・メイテ（フランス語版）：ゾラ（Zola）
- ジャン＝ルイ・リシャール

## ストーリー
学者のアルチェロは、モントリオールの空港で寝ている間にパスポート等を盗まれてしまう。とりあえずシャルル・ド・ゴール空港までたどり着いたものの、当然パスポートなしではフランスに入国することは出来ないし、フランスとカナダの二重国籍を持ち、イタリアにスペイン人の妻と共に住むアルチェロの状況は複雑で、確認が取れるまでトランジット・ゾーンから出られなくなってしまう。